# Florián Fencl
R. D. Florián Fencl (někdy též Florian Fencl) (2. května 1879, Adamov u Českých Budějovic – 28. prosince 1951, Vodňany) byl český římskokatolický duchovní a autor regionální literatury.

## Život
Narodil se v Adamově u Českých Budějovic, maturoval na Jirsíkově gymnáziu v Českých Budějovicích a následně v Českých Budějovicích studoval teologii. Kněžské svěcení přijal v roce 1903. Po vysvěcení vystřídal během necelého jednoho roku několik kněžských působišť (Strakonice, Protivín, Bošilec, zřejmě se jednalo pouze o krátkodobé výpomoci, či zastupování). K 1. září 1904 byl ustanoven kaplanem a katechetou ve Vodňanech, kde pak působil po zbytek života. Postupně se stal všeobecně známou a respektovanou místní osobností.
Redaktorsky se podílel na periodikách, které vydávalo vodňanské muzeum. Mnoho cestoval. Psal rovněž povídky a básně. Podílel se na vzniku pomníku obětem druhé světové války u Radčic. Zemřel 28. prosince 1951 a byl pohřben na vodňanském hřbitově.

## Dílo
- Do Jerusalema (1907)
- Lázně Libníč s okolím (1912)
- Chrám Narození Panny Marie ve Vodňanech (1935)
- Julius Zeyer a Vodňany (1941)
- Soumrak a svítání: národní kronika Vodňan 1939–1945 (1948)